# Bahawalnagar
Bahawalnagar es una localidad de Pakistán, en la provincia de Panyab. Entre los años 1690 y 1955 formó parte del principado de Bahawalpur.

## Demografía
Según estimación 2010 contaba con 137537 habitantes.